# Elidà Amigó i Montanya
Pour les articles homonymes, voir Amigo et Montanya.
Elidà Amigó i Montanya, née le 5 septembre 1935 et morte le 9 septembre 2020, est une historienne, militante et suffragiste andorrane.

## Biographie
Elle est la cheffe de file du mouvement féministe qui a conduit les femmes andorranes à obtenir le droit de vote en 1970.
Elle est considérée comme étant « la première intellectuelle andorrane à avoir porté un regard critique sur la condition féminine » dans la principauté.